# Hrabstwo Cass (Michigan)
Cass – hrabstwo w stanie Michigan w USA. Siedzibą hrabstwa jest Cassopolis.

## Miasta
- Dowagiac

## Wioski
- Cassopolis
- Edwardsburg
- Marcellus
- Vandalia

## Hrabstwo Cass graniczy z następującymi hrabstwami
- Berrien
- Van Buren
- St. Joseph